# Coleophora dignella
Coleophora dignella é uma espécie de mariposa do gênero Coleophora pertencente à família Coleophoridae.